# Pradera
Pradera – miasto w Kolumbii, w departamencie Valle del Cauca.